# Vilske-Kleva distrikt
Vilske-Kleva distrikt är ett distrikt i Falköpings kommun och Västra Götalands län.
Distriktet ligger nordväst om Falköping.

## Tidigare administrativ tillhörighet
Distriktet inrättades 2016 och utgörs av socknen Vilske-Kleva i Falköpings kommun.
Området motsvarar den omfattning Vilske-Kleva församling hade vid årsskiftet 1999/2000.